# Estación de Jabárovsk-1
La estación de Jabárovsk-1 (en ruso: Станция Хабаровск-1) es la principal estación de ferrocarril de pasajeros de Jabárovsk, en el Lejano Oriente de Rusia. La estación es la penúltima parada del Transiberiano. En la ciudad también se encuentra la estación Jabárovsk-2, destinada al transporte ferroviario de carga.

## Historia
El primer edificio de la estación fue construido el 1 de noviembre de 1897. Representaba un típico edificio de madera de un piso con un área de aproximadamente cien metros cuadrados. En diciembre de 1921, se quemó como resultado de la evacuación de pánico de Jabárovsk de partes del Ejército Revolucionario Popular de la República del Lejano Oriente. En noviembre de 1926 se construyó un nuevo edificio de piedra de un piso en la arquitectura del Renacimiento ruso, y todo el complejo de la estación se completó en 1935.

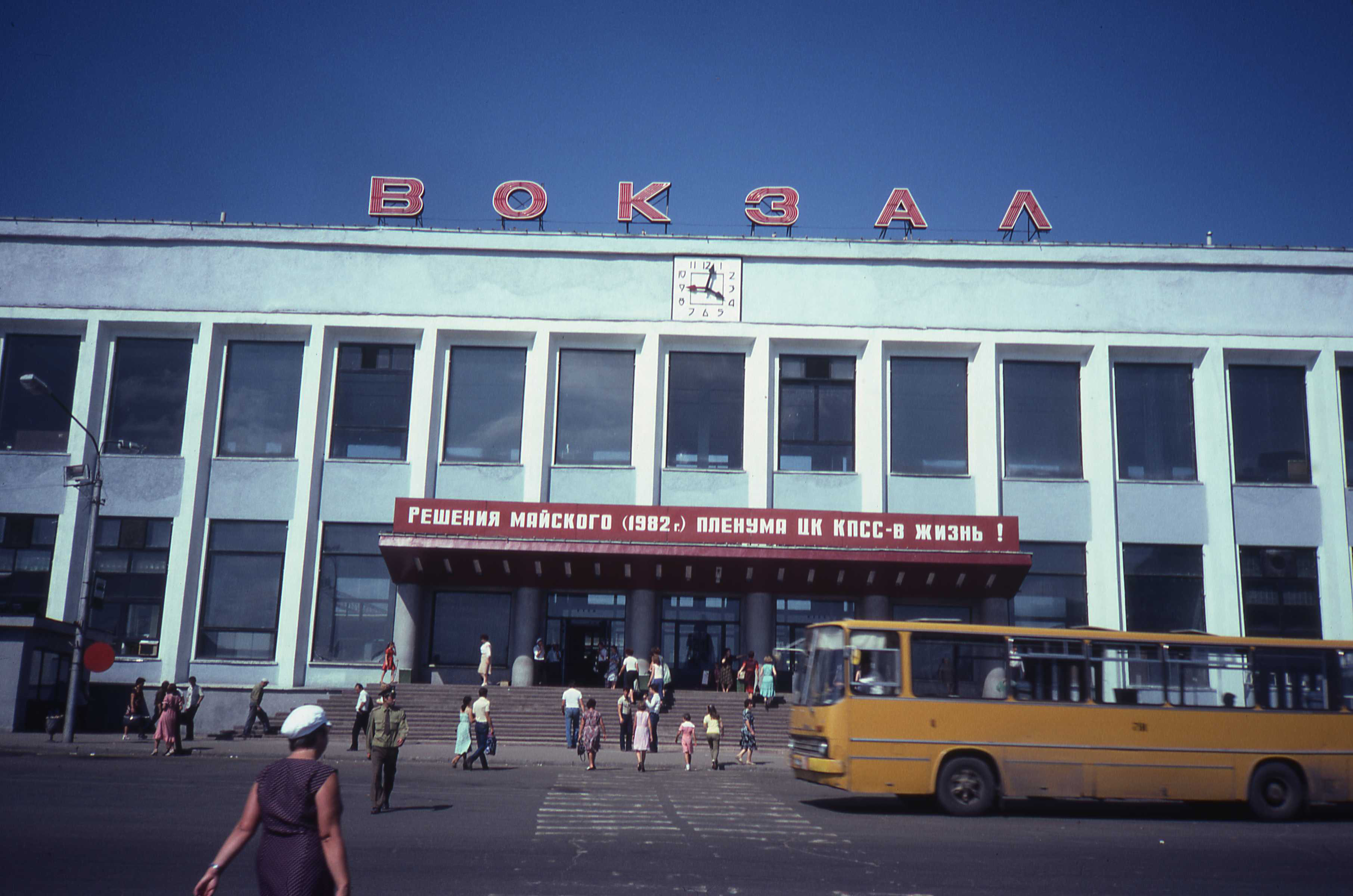
La estación en 1982 durante el período soviético.

La construcción del nuevo edificio en el proyecto prerrevolucionario fue un caso excepcional en la historia de la arquitectura del período soviético. La sala de la estación para el servicio de pasajeros era insuficiente. El edificio fue diseñado para alojar a 700 pasajeros por día, pero a veces más de 1500 personas usaban esta estación al día. El acercamiento a los trenes se realizó directamente a través de las vías, lo que, al mismo tiempo que detuvo varios trenes, creó inconvenientes. El proyecto para la reconstrucción de la estación se envió al Ministerio de Ferrocarriles en 1956, pero este problema no se implementó.
En 1963, comenzó la reconstrucción de la estación, completada en 1966. El edificio de la estación principal se construyó con hormigón armado de dos pisos en un estilo funcionalita. Se construyó un paso para peatones subterráneo para ir a las plataformas. En marzo de 2000, se inició la reconstrucción del edificio, que se completó en 2007: el edificio de dos pisos se convirtió en un edificio de tres pisos. Como resultado de la reconstrucción, el edificio adquirió un nuevo aspecto arquitectónico, al estilo de la modernidad rusa. La reconstrucción del complejo de la estación costó más de 670 millones de rublos. Diez mil personas pueden usar una nueva estación y casi tres millones de pasajeros al año.

## Galería de imágenes

Vista general de los alrededores
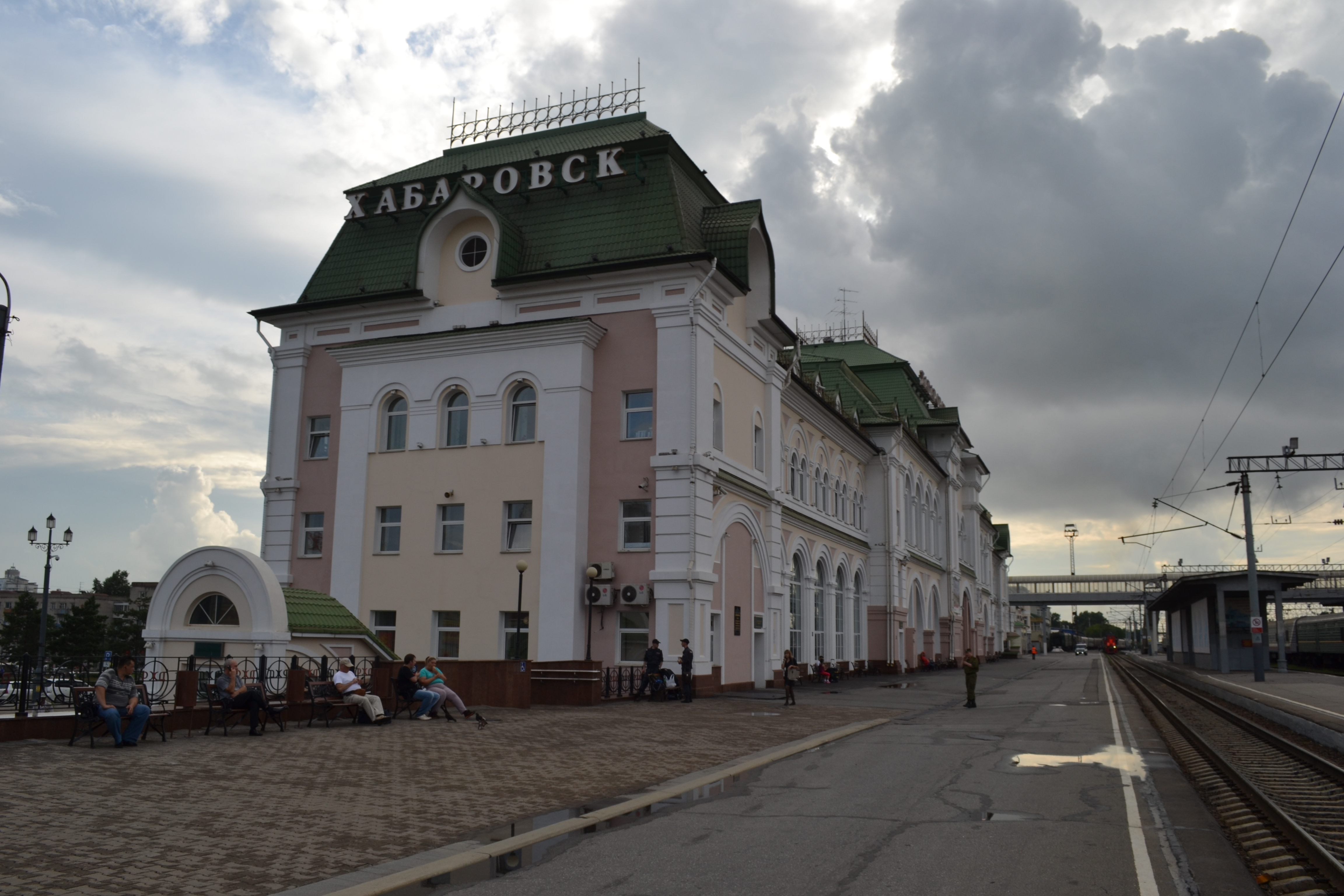
Vista desde la plataforma
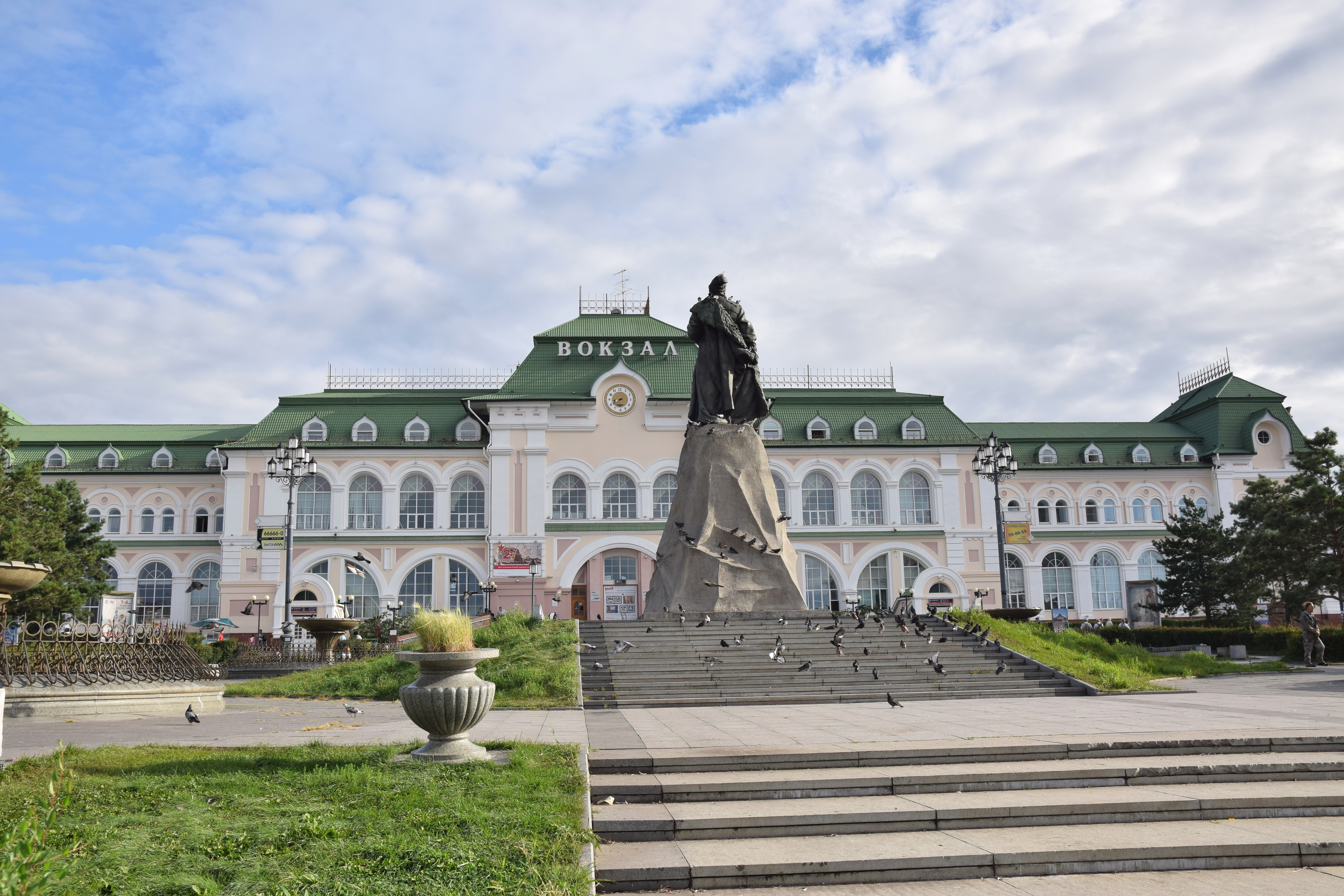
Detalle de la entrada